# Kananga
För andra betydelser, se Kananga (olika betydelser).
Kananga, fram till 1972 Luluabourg eller Luluaburg, är en stor stad i provinsen Kasaï Central mitt i Kongo-Kinshasa, vid floden Lulua. Folkmängden beräknas till 1 272 000 invånare år 2015. Staden grundades 1884 som en handelsstation av den tyske upptäcktsresanden Hermann von Wissmann, och hette under det belgiska styret Luluabourg. Den är ett administrations- och handelscentrum med textil- och livsmedelsindustri. I närheten finns diamantgruvor. Staden ligger vid huvudvägen och järnvägen mellan Lubumbashi och flodhamnen Ilebo, och har även en flygplats. Svenska FN-soldater var stationerade i staden under 1960-talet.